# Area 120
Area 120 ist der hausinterne Inkubator des US-amerikanischen Unternehmens Google. Seit der Gründung im März 2016, experimentiert Area 120 mit zahlreichen Projekten, bei denen viele davon wieder eingestellt werden.

## Projekte und Dienste
| Name                           | Beschreibung                                                                                     | Status                                                                                  |
| ------------------------------ | ------------------------------------------------------------------------------------------------ | --------------------------------------------------------------------------------------- |
| AdLingo                        | Werbeanzeigen, die über Chat-Dialoge in Echtzeit Verbindungen zu Kunden ermöglichen              | Aktiv                                                                                   |
| AdVR                           | Werbeanzeigen in Virtual Reality                                                                 | Eingestellt                                                                             |
| Aloud                          | Tool für Video-Ersteller um Videos in andere Sprachen zu übersetzen und zu synchronisieren       | Aktiv                                                                                   |
| Appointments                   | Erstellen von Reservierungen für B2C-Termine                                                     | Eingestellt                                                                             |
| Arcade                         | Entwicklung von Social Games                                                                     | Unbekannt                                                                               |
| Avera AI                       | Optimierung von Risiko- und Regulierungsprozessen für Kapitalmärkte durch künstliche Intelligenz | Aktiv                                                                                   |
| Byteboard                      | Optimierung von technischen Vorstellungsgesprächen                                               | Aktiv                                                                                   |
| Bookbot                        | Physischer Roboter, der Bücher zu einer Bibliothek wieder zurückbringt                           | Eingestellt                                                                             |
| CallJoy                        | Verwaltung von Telefonanrufen für kleinere Unternehmen                                           | Eingestellt                                                                             |
| Chatbase                       | Analyse und Optimierung von Chatbots                                                             | Integriert seit Mai 2019 in Google Cloud                                                |
| Checks                         | Datenschutzplattform für App-Entwickler                                                          | Beta-Version                                                                            |
| Demand                         | Datenanalyse für die Livemusik-Branche                                                           | Eingestellt                                                                             |
| Emojishot                      | Emoji-basiertes Ratespiel                                                                        | Aktiv, verfügbar für iOS                                                                |
| Fundo                          | Planen von privaten Online-Events sowie Verkauf von Tickets                                      | Aktiv                                                                                   |
| GameSnacks                     | Plattform für HTML5-Spiele                                                                       | Aktiv                                                                                   |
| Grasshopper                    | Lern-App fürs Programmieren                                                                      | Aktiv                                                                                   |
| Keen                           | Web-App zum Erstellen von Sammlungen                                                             | Aktiv                                                                                   |
| Kormo Jobs                     | Jobplattform für Indien, Bangladesch und Indonesien                                              | Eingestellt                                                                             |
| Museletter                     | Teilen von Google Drive Dateien als Newsletter oder Blog mit Community-Features                  | Eingestellt                                                                             |
| Orion Wifi                     | Verkauf von Wi-Fi-Kapazitäten an Mobilfunkanbieter                                               | Aktiv                                                                                   |
| Pigeon                         | Informationen über Überlastungen und Verspätungen im ÖPNV                                        | Eingestellt                                                                             |
| Qaya                           | Plattform für Content Creator, die ihre eigenen Produkte und Dienstleistungen verkaufen wollen   | Beta-Version, verfügbar in den Vereinigten Staaten                                      |
| Reply                          | Instant-Messaging-Dienst mit schnellem Einfügen von vordefinierte Antworten ("Smart Replies")    | Integriert seit September 2019 in Android 10                                            |
| Rivet                          | Leseübungen für Kinder und Erwachsene                                                            | Nicht verfügbar, Integration in Google Assistant geplant                                |
| Shoelace                       | Soziales Netzwerk mit Fokus Menschen im echten Leben zueinander zuführen                         | Eingestellt                                                                             |
| Shoploop                       | Shopping-App bei dem man Produkte durch kurze Videos entdeckt                                    | Aktiv, in Europa noch nicht verfügbar                                                   |
| Shortwave                      | Podcast-App, die kurze Zusammenfassungen der Podcast-Inhalte bietet                              | Unbekannt                                                                               |
| Stack                          | Scannen und organisieren von Dokumenten                                                          | Aktiv, verfügbar in den Vereinigten Staaten                                             |
| Supersonic Fun Voice Messenger | Instant Messaging-Dienst mit ausschließlicher Kommunikation durch Sprachnachrichten und Emojis   | Eingestellt                                                                             |
| Tables                         | Verwaltung und Automatisierung von Aufgaben                                                      | Beta-Version, verfügbar in den Vereinigten Staaten, Integration in Google Cloud geplant |
| Tangi                          | Howto-Videoplattform mit einer maximalen Videolänge von 60 Sekunden                              | Seit Oktober 2020 integriert in Google Suche                                            |
| Threadit                       | Teilen von kurzen Videoaufnahmen für Teams                                                       | Aktiv                                                                                   |
| Touring Bird                   | Reise-Website zum Buchen von Aktivitäten, Tickets und Touren                                     | Seit Oktober 2019 integriert in Google Reisen                                           |
| Uptime                         | YouTube-Videos zusammen mit Freunden schauen                                                     | Eingestellt                                                                             |